# Илево
Илево — деревня в Белозерском районе Вологодской области.
Входит в состав Визьменского сельского поселения, с точки зрения административно-территориального деления — в Визьменский сельсовет.
Расстояние по автодороге до районного центра Белозерска составляет 75 км, до центра муниципального образования деревни Климшин Бор — 13 км. Ближайшие населённые пункты — Замошье, Николаево, Сафроново.
Население по данным переписи 2002 года — 3 человека.